# Grallera (Cellers)
Grallera és una partida del terme municipal de Castell de Mur, dins de l'antic terme de Guàrdia de Tremp, en terres del poble de Cellers, a prop del límit amb el terme de Sant Esteve de la Sarga i de l'antic límit amb el vell terme de Mur.
Està situat a llevant de la Planta de Grabiel, al sud-est de Canissera. S'estén a l'esquerra de la llau de la Grallera. És també al nord-oest de Cellers.